# Cricetulus
Cricetulus is een geslacht van zoogdieren uit de  familie van de Cricetidae. De wetenschappelijke naam van het geslacht werd in 1867 gepubliceerd door Henri Milne-Edwards.

## Soorten
Er worden 3 soorten in dit geslacht geplaatst:
- Cricetulus barabensis (Pallas, 1773) – Daurische dwerghamster
- Cricetulus longicaudatus (Milne-Edwards, 1867) – Langstaartdwerghamster
- Cricetulus sokolovi Orlov & Malygin, 1988